# Ibrahim Biçakçiu
Ibrahim Aqif Biçakçiu (Elbasan, 10 settembre 1905 – Elbasan, 4 gennaio 1977) è stato un politico e proprietario terriero albanese.
Fu collaboratore dell'Asse, presidente del Comitato esecutivo provvisorio dal 14 al 24 ottobre 1943 e primo ministro albanese dal 6 al 26 ottobre 1944 durante l'occupazione nazista.

## Biografia

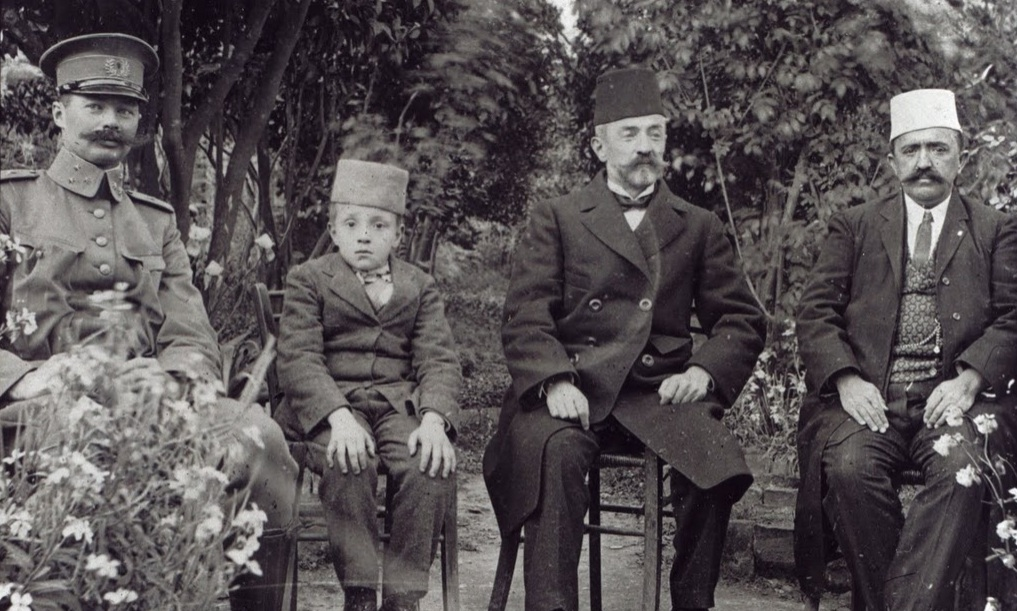
Da sinistra a destra, il Generale De Veer, Ibrahim Biçakçiu a 10 anni, Aqif Pasha Biçakçiu di Elbasan e Ali Agjah Bey di Elbasan

Ibrahim Aqif Bej Biçakçiu era figlio di Aqif Pasha Biçakçiu di Elbasan. Ibrahim nacque nel 1905 a Elbasan. La famiglia sostenne l'Indipendenza dell'Albania e trasmise la sua impronta libertaria a Ibrahim.

### Seconda Guerra Mondiale
Nel 1943, insieme a Bedri bey Pejani e Xhafer Deva, contribuì a fondare un comitato nazionale di ventidue leader albanesi e albanesi del Kosovo, che dichiararono l'Albania indipendente dall'occupazione fascista e che elesse un comitato esecutivo per formare un governo provvisorio

### Primo ministro
Dopo una settimana di negoziati, Ibrahim Biçaku accettò di guidare un nuovo e piccolo governo dopo Fiqiri Dine. Sebbene Biçaku fosse l'amico perfetto della Germania, il suo esecutivo era tuttavia abbastanza incompetente. Questo principalmente perché la Germania era sull'orlo della sconfitta e i partigiani albanesi stavano avanzando.

### Dopo la guerra
Nonostante molti dei balisti fuggirono dall'Albania dopo che i comunisti proclamarono la loro vittoria, Biçakçiu, come padre Anton Harapi e Cafo Beg Ulqini, scelse di non andarsene e decise che avrebbe preferito morire nel suo paese di nascita piuttosto che in terra straniera. Fu arrestato dalle forze comuniste a Scutari il 6 dicembre 1944 e fu condannato all'ergastolo presso il Tribunale speciale di Tirana il 13 aprile 1945. Trascorse la maggior parte dei suoi anni in prigione a Burrel e fu rilasciato il 5 maggio 1962 ad Elbasan. Negli ultimi anni gli fu assegnato un lavoro come addetto alle pulizie dei bagni pubblici nella sua città di Elbasan. Biçakçiu morì il 4 gennaio 1977.